# Jarrie
Jarrie ist eine französische Gemeinde mit 3925 Einwohnern (Stand: 1. Januar 2022) im Département Isère in der Region Auvergne-Rhône-Alpes. Sie gehört zum Kommunalverband Grenoble Alpes Métropole, zum Arrondissement Grenoble und ist Teil des Kantons Le Pont-de-Claix. Die Einwohner werden Jarriards bzw. Jarrois genannt.

## Geographie
Jarrie liegt etwa zwölf Kilometer südsüdöstlich von Grenoble. Im Süden begrenzt die Romanche, die dort auch in den Drac mündet, die Gemeinde. Umgeben wird Jarrie von den Nachbargemeinden Bresson im Norden, Brié-et-Angonnes im Osten und Nordosten, Montchaboud im Südosten, Champ-sur-Drac im Süden, Champagnier im Westen und Échirolles im Nordwesten.
Am Südrand der Gemeinde führt die Route nationale 85 entlang.

## Bevölkerungsentwicklung
| Jahr                       | 1962 | 1968 | 1975 | 1982 | 1990 | 1999 | 2006 | 2017 |
| -------------------------- | ---- | ---- | ---- | ---- | ---- | ---- | ---- | ---- |
| Einwohner                  | 2167 | 2084 | 2009 | 2807 | 3809 | 4009 | 3864 | 3746 |
| Quellen: Cassini und INSEE |      |      |      |      |      |      |      |      |

## Sehenswürdigkeiten
- Schloss Bon Repos, Monument historique seit 1986
- Kirche Jésus-Ouvrier
- Kirche Saint-Étienne
- Prioratskirche Nativité-de-Notre-Dame im Ortsteil Les Charbonnaux

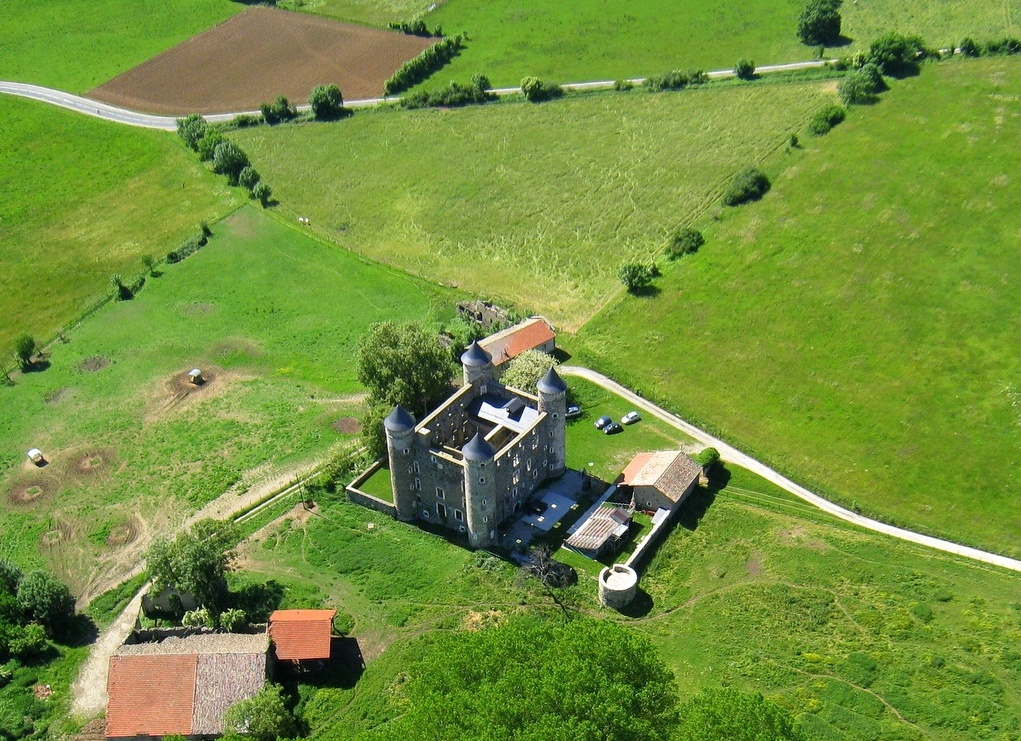
Schloss Bon Repos
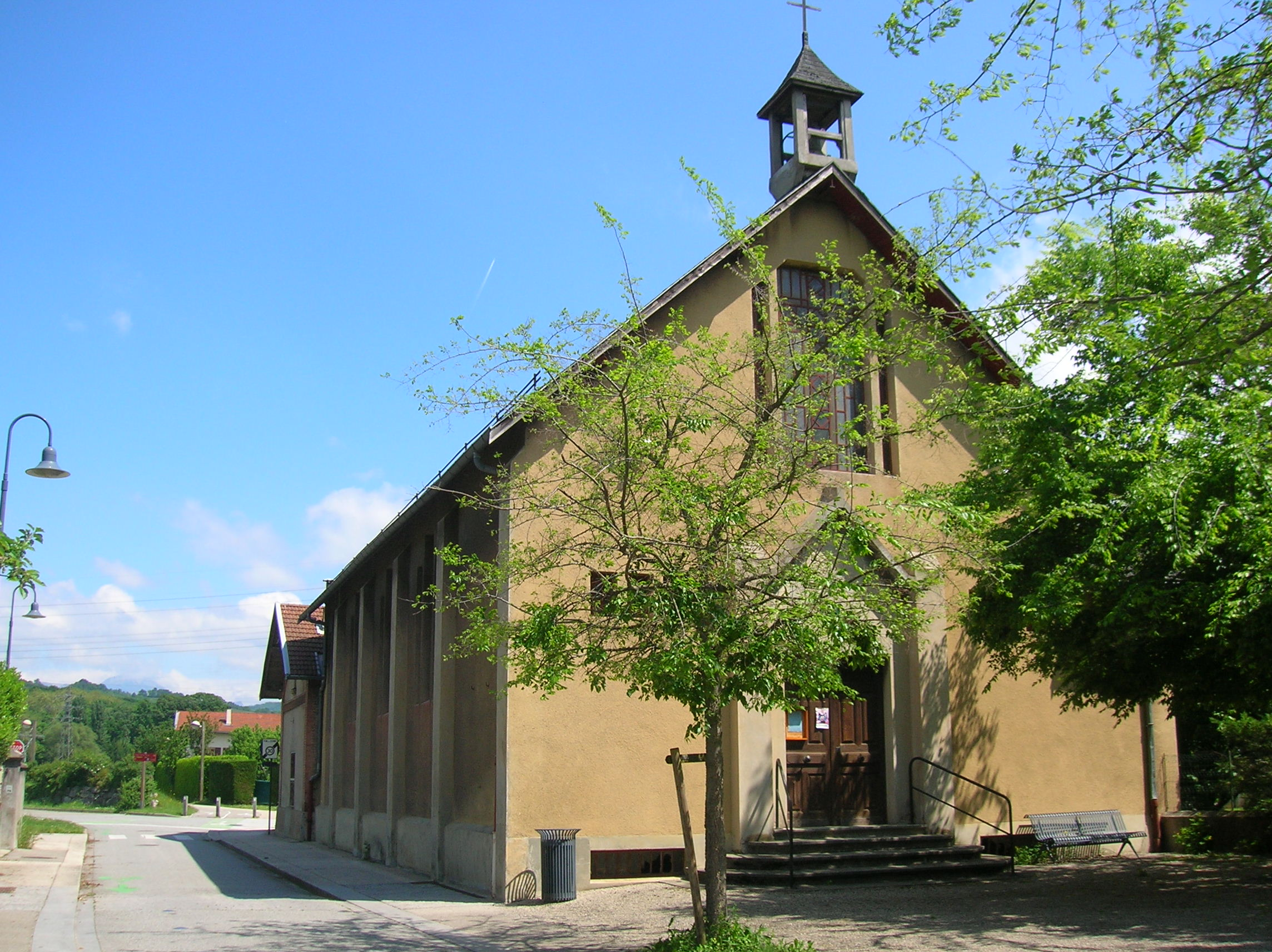
Kirche Jésus-Ouvrier
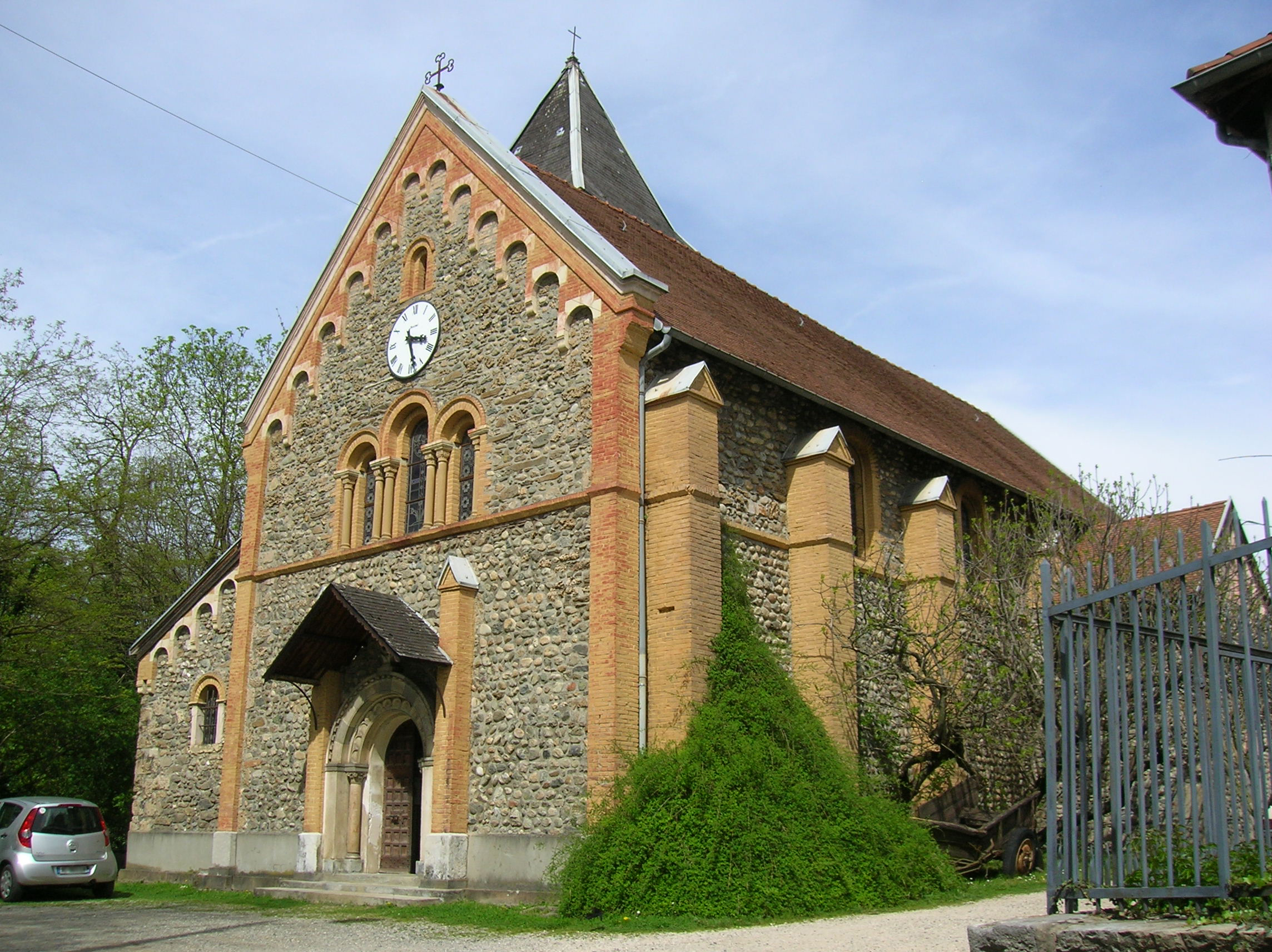
Kirche Saint-Étienne
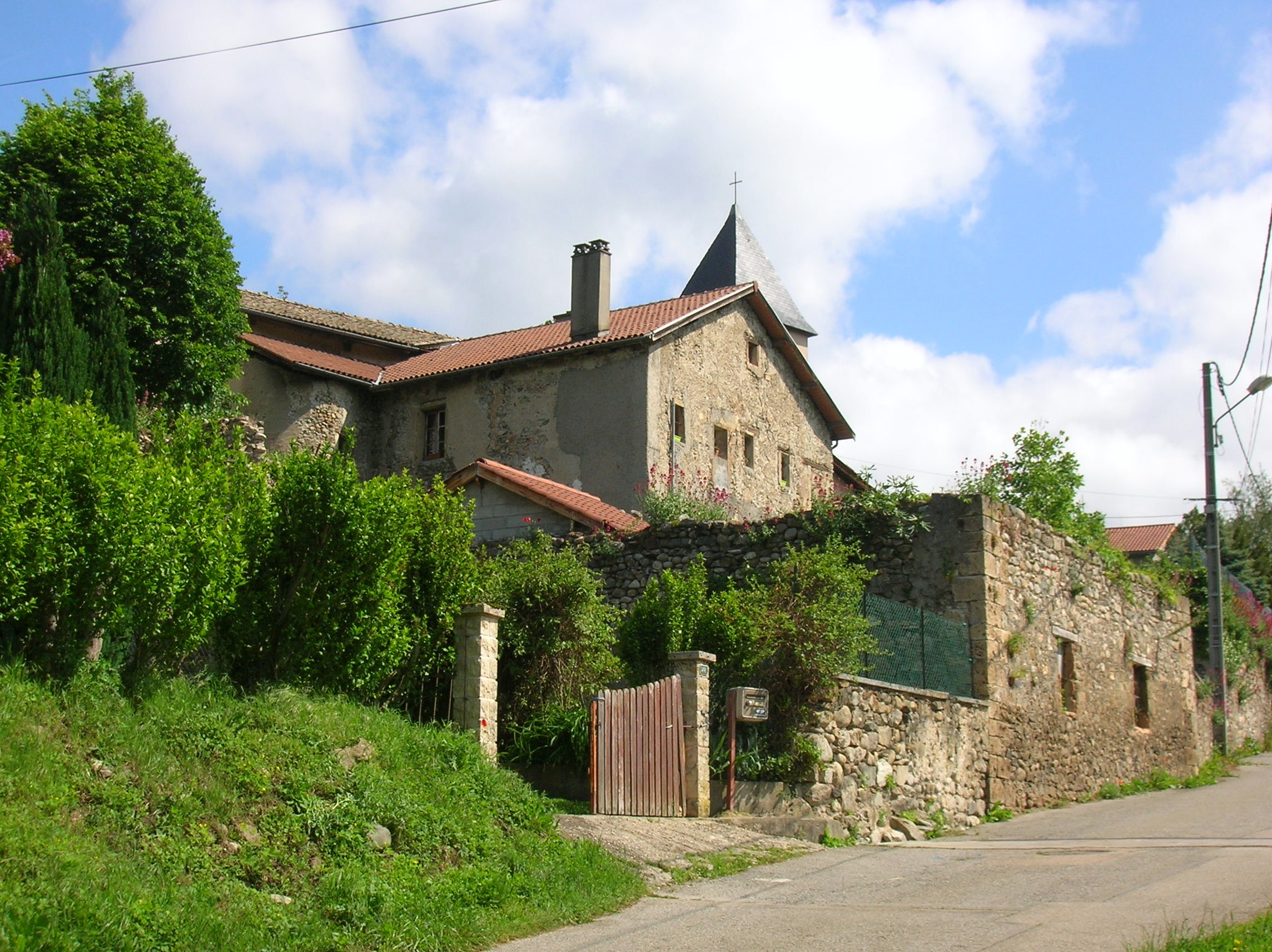
Prioratskirche
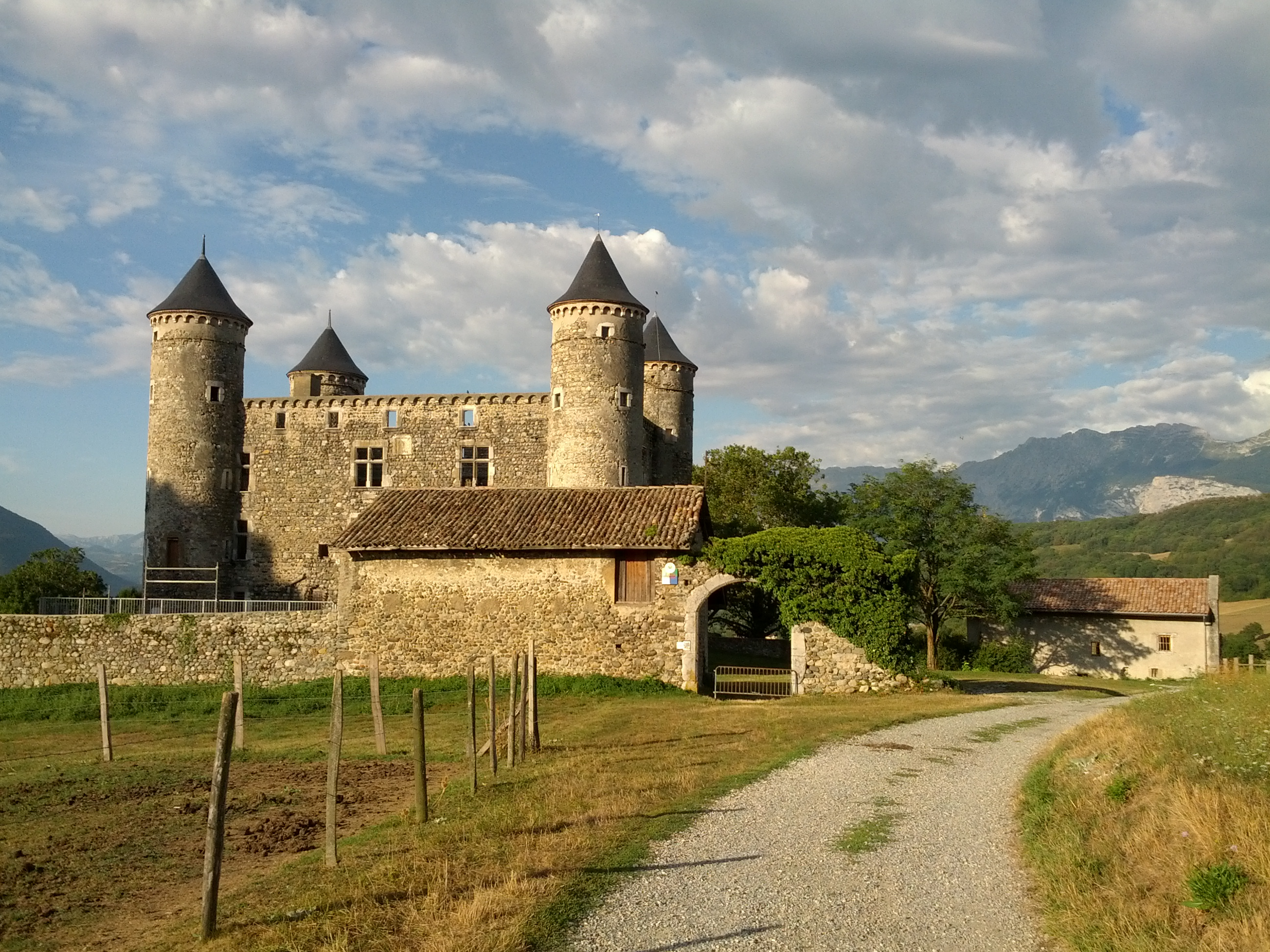
Schloss Bon Repos in Haute-Jarrie

## Gemeindepartnerschaft
Mit der spanischen Gemeinde Macael in der Provinz Almería (Andalusien) besteht eine Partnerschaft.

## Wirtschaft
Das Chemieunternehmen Arkema hat in Jarrie einen Produktionsstandort.